# ثيودور ويرث
ثيودور ويرث (بالإنجليزية: Theodore Wirth)‏ هو مهندس المناظر الطبيعية ومهندس معماري أمريكي، ولد في 15 يناير 1863 في سويسرا، وتوفي في 29 يناير 1949 في منيابولس في الولايات المتحدة.